# Lajos Bíró
Lajos Bíró (Nagyvárad, 22 augustus 1880 – Londen, 9 september 1948) is een Brits-Hongaars schrijver en scenarist.

## Levensloop
Bíró werd in 1880 geboren als Lajos Blau. Hij groeide op in Transsylvanië, maar hij vestigde zich uiteindelijk in Londen. Hij wordt als de belangrijkste scenarioschrijver van de Brits-Hongaarse filmregisseur Alexander Korda beschouwd. Gedurende zijn loopbaan werkte hij mee aan ongeveer 50 films. Hij ontving een Oscarnominatie voor zijn scenario voor de prent The Last Command (1928), maar hij verloor toen van scenarist Ben Hecht.
Lajos Bíró stierf op 68-jarige leeftijd aan een hartaanval.

## Filmografie (selectie)
- 1920: Prinz und Bettelknabe
- 1922: Eine versunkene Welt
- 1924: Tragödie im Hause Habsburg
- 1924: Forbidden Paradise
- 1927: Eine Dubarry von heute
- 1927: The Way of All Flesh
- 1928: The Last Command
- 1928: Yellow Lily
- 1928: Night Watch
- 1930: Women Everywhere
- 1932: Service for Ladies
- 1932: Zum goldenen Anker
- 1933: The Private Life of Henry VIII
- 1934: The Private Life of Don Juan
- 1935: Sanders of the River
- 1935: The Ghost Goes West
- 1936: Rembrandt
- 1937: Knight Without Armour
- 1938: The Divorce of Lady X
- 1940: The Thief of Bagdad
- 1943: Five Graves to Cairo
- 1945: A Royal Scandal
- 1947: An Ideal Husband